# Leipsic (Delaware)
Leipsic é uma vila localizada no estado americano de Delaware, no condado de Kent.

## Geografia
De acordo com o United States Census Bureau, a vila tem uma área de 0,8 km², onde 0,7 km² estão cobertos por terra e 0,1 km² por água.

### Localidades na vizinhança
O diagrama seguinte representa as localidades num raio de 16 km ao redor de Leipsic.

## Demografia
Segundo o censo nacional de 2010, a sua população é de 183 habitantes e sua densidade populacional é de 243,6 hab/km². Possui 93 residências, que resulta em uma densidade de 123,8 residências/km².